# ديفيد سبنسر
ديفيد سبنسر (بالألمانية: David Spencer)‏ هو مؤلف وكاتب ألماني، ولد في 18 فبراير 1958 في هاليفاكس في المملكة المتحدة.